# 中华护理学会
中华护理学会是中华人民共和国护理学工作者组成的群众性学术团体，是中国科学技术协会主管的社会团体，前身是1909年在江西庐山牯岭成立的中国中部看护联合会（中国看护组织联合会）。

## 历史沿革
1909年8月19日，8位在华欧美护士在江西牯岭成立中国中部看护联合会（中国看护组织联合会）。1914年改名为中国护士会。1923年改名为中华护士会。1936年改名为中华护士学会。1942年改名为中国护士学会。1964年改为现名。

## 历任领导

### 会长
- 盖仪贞
- 贝孟雅
- 顾仪华
- 施德芬
- 达师母
- 伍哲英
- 潘景芝
- 林斯馨
- 徐蔼诸
- 聂毓禅

### 理事长
- 陈坤惕
- 沈元晖
- 林菊英
- 顾美仪
- 曾熙媛
- 王春生
- 黄人健
- 李秀华
- 吴欣娟